# Метровагонмаш

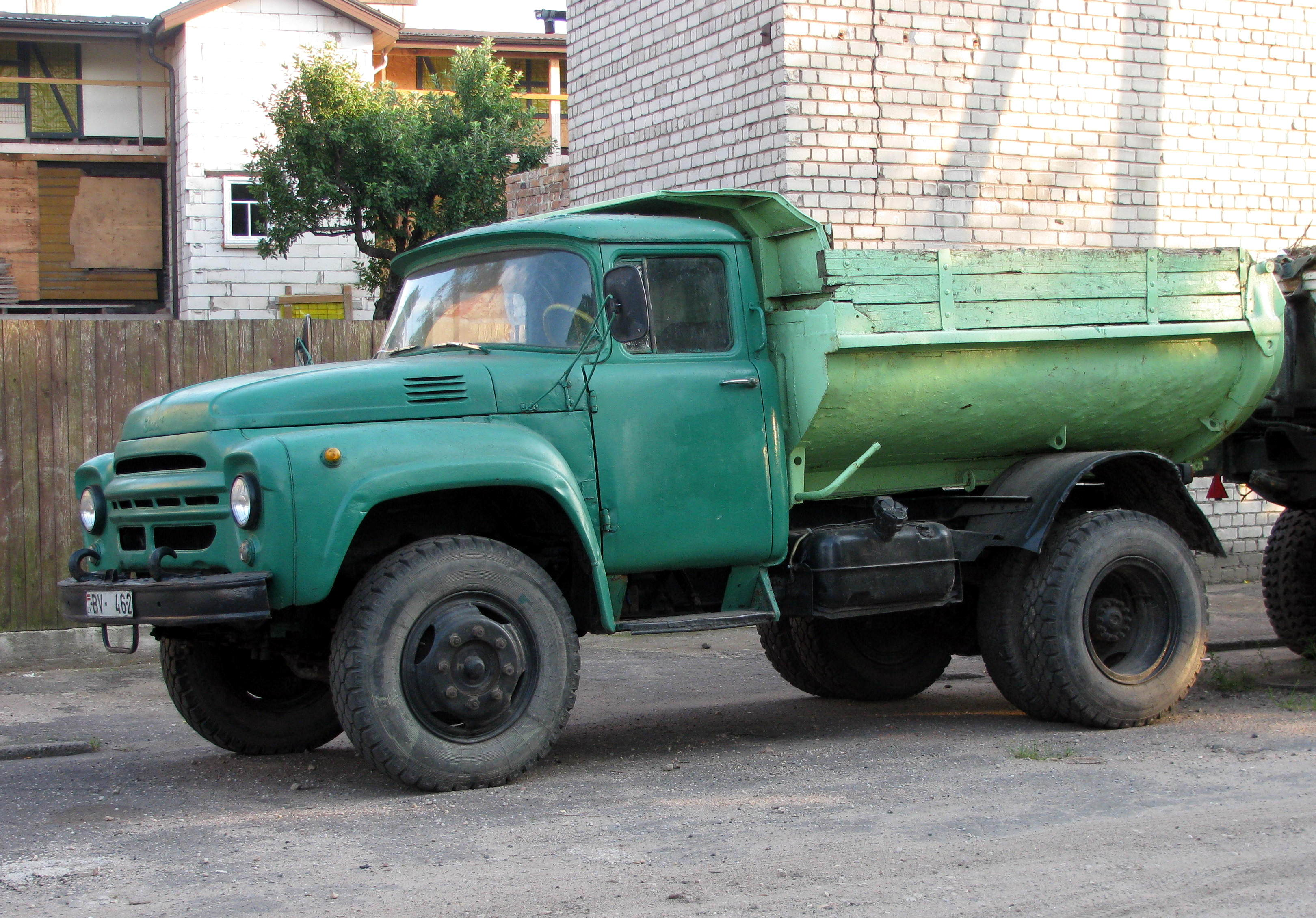
Самоскид ЗІЛ-ММЗ-555 (на базі ЗІЛ-130).

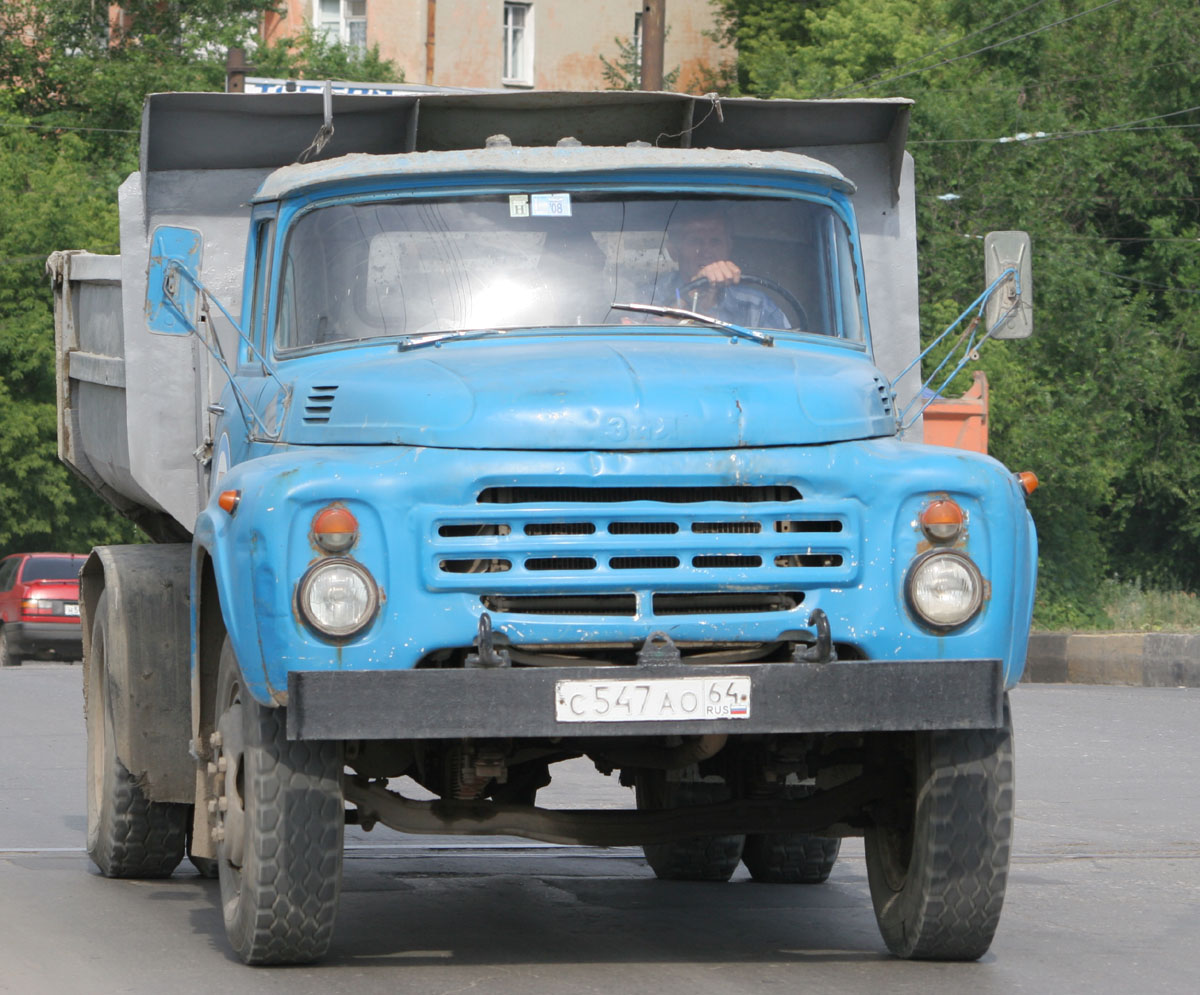
Самоскид ЗІЛ-ММЗ-4505 (на базі ЗІЛ-130)

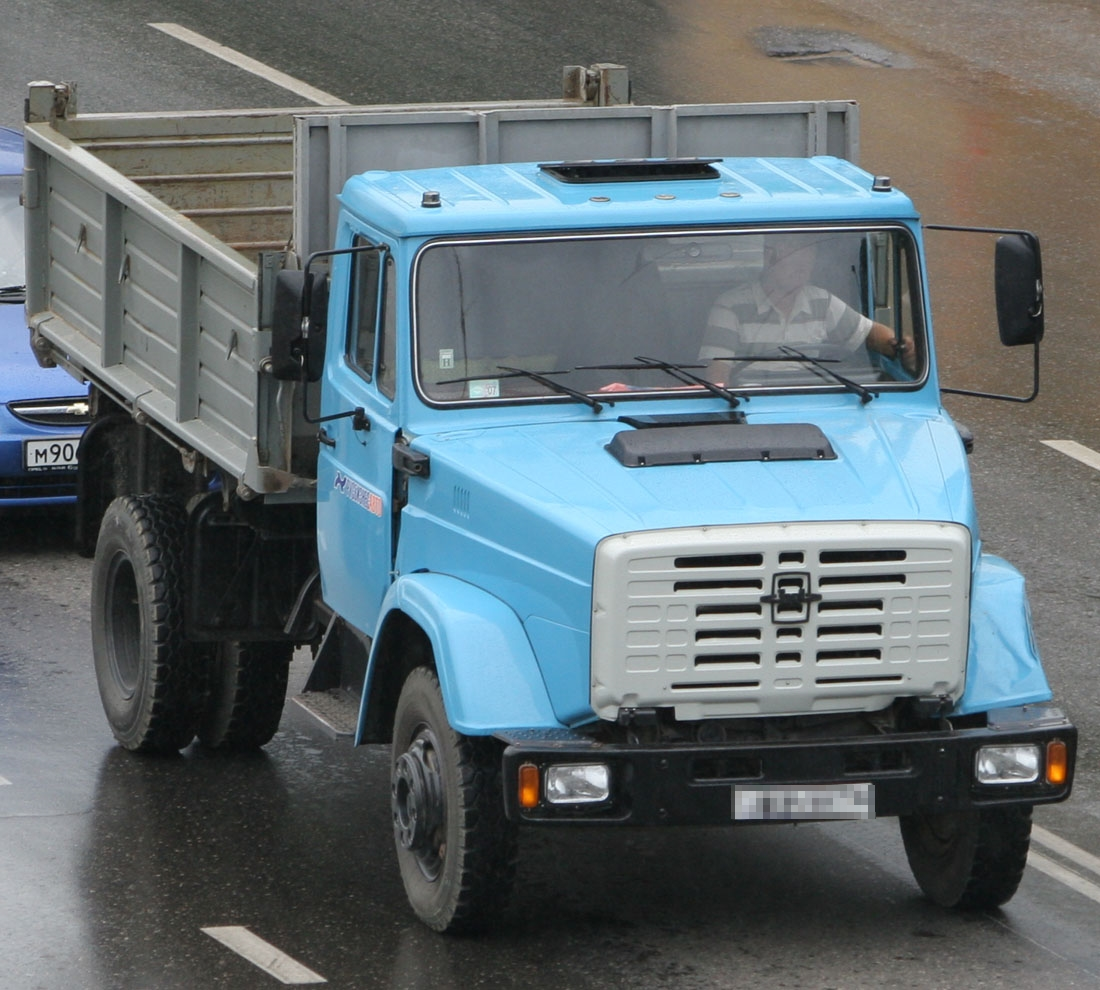
Самоскид ЗІЛ-ММЗ-4506

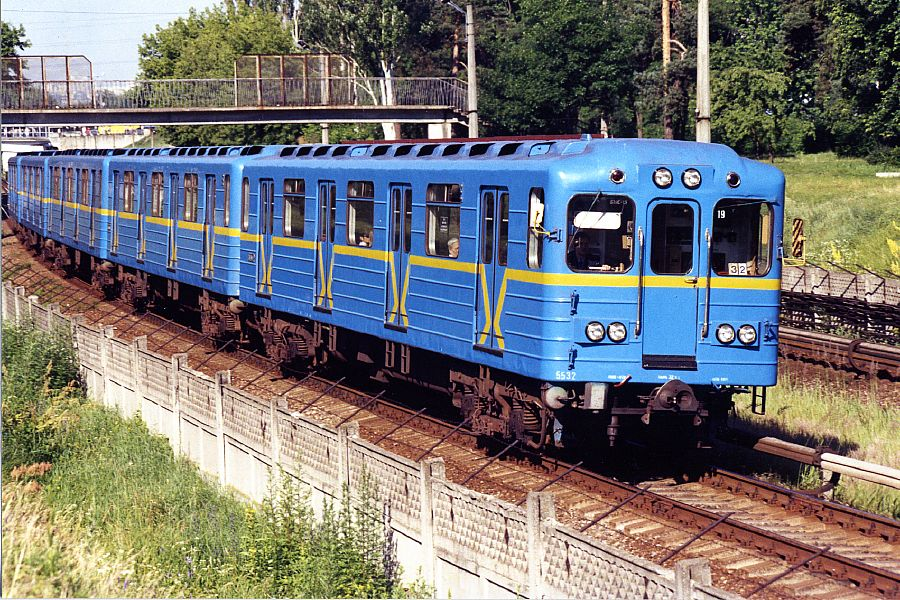
Вагони метро типу Еж 81-707 на Святошинсько-Броварській лінії Київського метрополітену

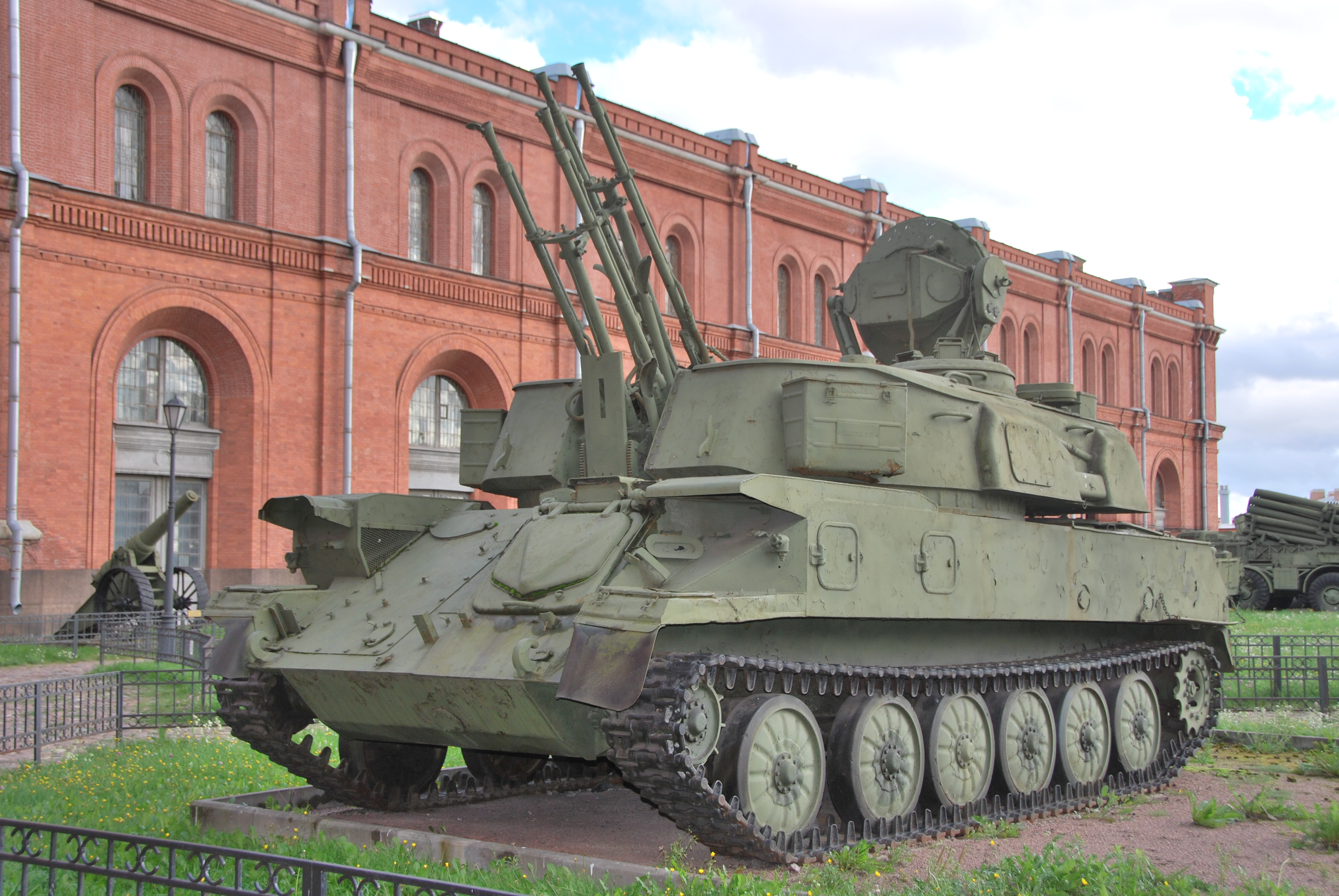
Зенітна самохідна установка ЗСУ-23-4 «Шилка» в Артилерійському музеї Санкт-Петербурга

ВАТ «Метровагонмаш» (до 1992 року — «Митищенський машинобудівний завод» або ММЗ) — одне із провідних підприємств РФ в галузі транспортного машинобудування.
Підприємство розташоване у м. Митищі (Московська область, РФ), входить до складу російського «Трансмашхолдингу». Генеральний директор — Андрій Анатолійович Андрєєв, який з 2008 року також обіймає посаду генерального директора «Трансмашхолдингу».

## Історія
Митищенський машинобудівний завод був заснований в 1897 році у місті Митищі, Московська губернія, Російська імперія. Його засновниками стали спадковий почесний громадянин Сава Мамонтов, дворянин Костянтин Арцибушев і громадянин Північно-Американських Сполучених Штатів (нині —США), тимчасовий Московської 1-ї гільдії купець, інженер Олександр Барі, які в грудні 1895 року подали до Міністерства фінансів Росії проект «Московського акціонерного товариства вагонобудівного заводу». 2 січня 1896 Комітет міністрів дозволив заснувати означену Компанію, а її Устав був затверджений самим Миколою II.
На заводі передбачалось будівництво залізничного рухомого складу та запасних частин до нього. Першою продукцією заводу стали вагони для Північної залізниці Росії.
У 1903 почалось виробництво трамвайних вагонів. Перед початком Першої світової війни завод отримав замовлення від військового відомства на виробництво польових вагонів і платформ для перевезень військової техніки.
У 1926 вперше в Росії на заводі розпочалося виробництво електричних вагонів (прототипів електричок) для перших електрифікованих доріг: Баку — Сабунчі в Азербайджані (1926 рік), Москва — Митищі (1929 рік). Одночасно з цим продовжувалося виробництво трамвайних вагонів: до травня 1934 року завод здійснював переоснащення системи Владикавказький трамвай через переведення мережі на широку колію.
У 1935 розпочато виробництво вагонів для Московського метрополітену.
З початком Другої світової війни підприємство перепрофілювалось в танкоремонтний завод № 592. На нього доставлялись і ремонтувались трофеї Робітничо-Селянської Червоної Армії: танки, бронеавтомобілі і САУ, захоплені у військ Третього Рейху. Через велику нестачу в Червоній армії самохідної артилерії конструкторське бюро заводу розробило на базі німецького середнього танка Panzer III САУ СГ-122 і СУ-76і (індекс «і» означав, що САУ була на «імпортній» (точніше - трофейній) рухомій базі). Перша із цих моделей була виготовлена дрібною серією в 27 одиниць, а виробництво другої моделі передали на завод № 37 в Москві. Причиною стало розпорядження Державного комітету оборони про організацію в Митищах виробництва легкого танка Т-80. Завод отримав додаткове обладнання, фахівців і новий номер: № 40. В жовтні 1943 року виробництво легких танків Т-80 було припинено на користь збільшення виробництва самохідних артилерійських установок СУ-76. В 1945 році на заводі було налагоджене виробництво гусеничних тягачів.
З 1947 року завод розпочав виробництво на шасі вантажівки ЗІС-5В самоскида ЗІС-ММЗ-05. Надалі ММЗ став найбільшим виробником самоскидів на шасі ЗІС/ЗІЛ. Обсяги виробництва в 70-80-их роках досягали 200 самоскидів за добу (близько 50 тис./рік). В 1990-х обсяги виробництва через кризу російської автомобільної промисловості знизилися до 1-1,5 тис. самоскидів на рік. В 1972 році на заводі вперше в країні були розроблені і серійно вироблялись вантажні причепи до легкових автомобілів.

## Основні напрямки діяльності
За більш, ніж столітню історію завод виготовляв товарні, пасажирські, багажні вагони, вагони для міських кінних залізниць, трамвайні вагони. Підприємством були розроблені та виготовлені перші в країні автомотриси, електрички, вагони метро.
У воєнні та повоєнні роки на заводі виготовлялись, ремонтувались та переоснащувалися військові гусеничні машини та військові тягачі. Окрім цього, у повоєнні роки завод освоїв виробництво спеціалізованої автомобільної техніки на шасі ЗІС, ЗІЛ, МАЗ.
Сучасне підприємство спеціалізується на розробленні, проектуванні й виготовленні рухомого складу для метрополітенів і залізниць, запасних частин до них, на проведенні капітальних ремонтів і сервісному обслуговуванні своєї продукції. Окрім цього, завод продовжує виробляти автомобільну техніку і гусеничні шасі спеціального призначення (ЗСУ-23-4, ЗСУ-57-2, ЗСУ-37 тощо) .
Вагони метро експлуатуються в Москві, Санкт-Петербурзі, Нижньому Новгороді, Казані та інших містах Росії, а також, в Ташкенті, Мінську, Баку, Тбілісі, Єревані, Харкові, Києві, Будапешті, Софії, Варшаві, Дніпрі та Празі. Всього на митищенських вагонах працюють 18 метрополітенів.
Окремий напрямок діяльності заводу — рейкові автобуси. Ці відносно нові для російських залізниць машини призначені для роботи на приміських і міжобласних неелектрифікованих маршрутах. (Див. рейкові автобуси заводу «Метровагонмаш») 

## Нагороди

### Ордени
| Дата | Нагорода                          | Стрічка | Назва нагороди, за що вручена                                                                           | Від кого            |
| ---- | --------------------------------- | ------- | --- | ------------------- |
| 1945 | Орден Вітчизняної війни I ступеня |         | Орден Вітчизняної війни І ступеню. За зразкове виконання завдань фронту                                 | Уряд СРСР           |
| 1971 | Орден Жовтневої Революції         |         | Орден Жовтневої Революції. За освоєння виробництва автомобільної техніки                                | Уряд СРСР           |
| 1976 |                                   |         | Орден праці Чехословаччини. За виконання замовлення на поставку вагонів Ечс для Празького метрополітену | Уряд Чехословаччини |

### Відзнаки, медалі, премії
У 1945 році за зразкове виконання завдань фронту підприємству на вічне зберігання було передано Перехідний червоний прапор Державного комітету оборони.
У 1951, 1978, 1996 роках колектив заводу отримав три державні премії: , ,  за створення сімейства швидкісних гусеничних шасі.
У 1975 році сімейство телескопічних гідроциліндрів для самоскидів було відзначене Великою золотою медаллю Міжнародного Лейпцизького ярмарку.

## Номенклатура продукції
| Продукція                                                                            | Марка                                                                                | 2006 | 2007 | 2008 | 2010        | 2011        | Фото                                       |
| ------------------------------------------------------------------------------------ | ------------------------------------------------------------------------------------ | ---- | ---- | ---- | ----------- | ----------- | ------------------------------------------ |
| Вагони метро                                                                         | 81-717/714                                                                           | 87   | 121  | 171  | 99          | 80          | Фото 2006 року                             |
| Вагони метро                                                                         | 81-740/741                                                                           | 74   | 128  | 113  | 76          | 117         | Фото 2007 року                             |
| Вагони метро                                                                         | 81-760/761                                                                           |      |      |      | 8           | 32          | Фото 2010 року                             |
| Рейкові автобуси                                                                     | РА1                                                                                  | 32   |      | 2    |             |             | Рейковий автобус РА-1 модель 731 в Томську |
| Рейкові автобуси                                                                     | РА2                                                                                  | 14   | 60   | 63   | 9           |             | Фото 2007 року                             |
| Рейкові автобуси                                                                     | РА-В                                                                                 | 40   |      |      |             |             | Будапешт                                   |
| Автосамоскидів, бункеровозів і автоевакуаторів на шасі виробництва АМО ЗІЛ і ГУП МАЗ | Автосамоскидів, бункеровозів і автоевакуаторів на шасі виробництва АМО ЗІЛ і ГУП МАЗ | 887  | 949  | 455  |             |             | Фото 2006 року                             |
| Капітальний ремонт вагонів метро                                                     | Капітальний ремонт вагонів метро                                                     | -    | 45   | 80   | призупинено | призупинено | Вагони в депо Ізмайлово                    |

## Керівники підприємства
- С. Г. Лабунський (1900—1911)
- Полубояринов (1911)
- М. Г. Філіппов (1918—1923)
- П. В. Дружинін (1923—1927)
- В. А. Зінов'єв (1927—1930)
- А. И. Беленц (1930—1931)
- Токарєв (1931—1932)
- А. Б. Хрунічев (1932—1937)
- А. А. Мишлєнков (1937—1938)
- М. З. Гаврилов (1938—1939)
- С. С. Ігнатов (1939 — жовтень 1941)
- Д. Ф. Панкратов (1941—1942)
- Г. Б. Мартиросов (1943—1944)
- М. Д. Горшунов (1944—1947)
- Г. В. Баулін (1947—1952)
- Е. А. Дундуков (1952—1954)
- Г. А. Веденяпін (1954—1956)
- М. М. Горшенін (1956—1958)
- И. П. Крисін (1958—1960)
- М. Г. Вєтліцин (1960—1964)
- В. В. Юшков (1964—1969)
- А. А. Мощевітін (1969—1975)
- В. Н. Донсков (1975—1987)
- Ю. А. Гулько (1987—2004)
- А. А. Андрєєв (з 2004)